# David Régis
David Régis (La Trinité, 2 de dezembro de 1968) é um ex-futebolista e treinador de futebol estadunidense nascido em Martinica, que atuava como zagueiro.
Recebeu a nova cidadania por ter se casado com uma cidadã dos Estados Unidos e acabou defendendo a seleção do país nas Copas de 1998 e 2002.

## Carreira em clubes
Régis iniciou a sua carreira profissional em 1988, no Valenciennes, jogando 5 temporasda pelo clube (100 partidas e 2 gols). Transferiu-se para o Strasbourg em 1993, ajudando os alsacianos a vencerem uma Taça Intertoto da UEFA, em 1995. Passou ainda por Lens, e Karlsruher, atuando por uma temporada em ambos.
Voltou à França em 2002 para atuar pelo Troyes
Bleid e se aposentou dos gramados em 2008, quando defendia o Bleid (atual BX Brussels) nas divisões de acesso da Bélgica.

## Carreira internacional
Após obter a cidadania dos Estados Unidos, Régis foi convocado para a Copa de 1998, e foi um dos destaques da seleção, que amargou a pior campanha da competição, tendo perdido os 3 jogos
O zagueiro ainda foi lembrado para a Copa de 2002, mas não entrou em campo e enceroru a carreira internacional no mesmo ano, tendo atuado em 27 jogos.

## Pós-aposentadoria
Pouco depois de deixar os gramados, Régis comandou 2 times do Djibuti (Espérance Rossignol e Athlétic Florenvillois), sendo também técnico interino do Mondercange (Luxemburgo) em 2013 e diretor esportivo da Seleção Martinicana em 2017.
Seu último trabalho foi como auxiliar-técnico do US Mondorf‑les‑Bains, entre 2019 e 2021.

## Títulos
Strasbourg
- Taça Intertoto da UEFA: 1995